# 카라코람 하이웨이

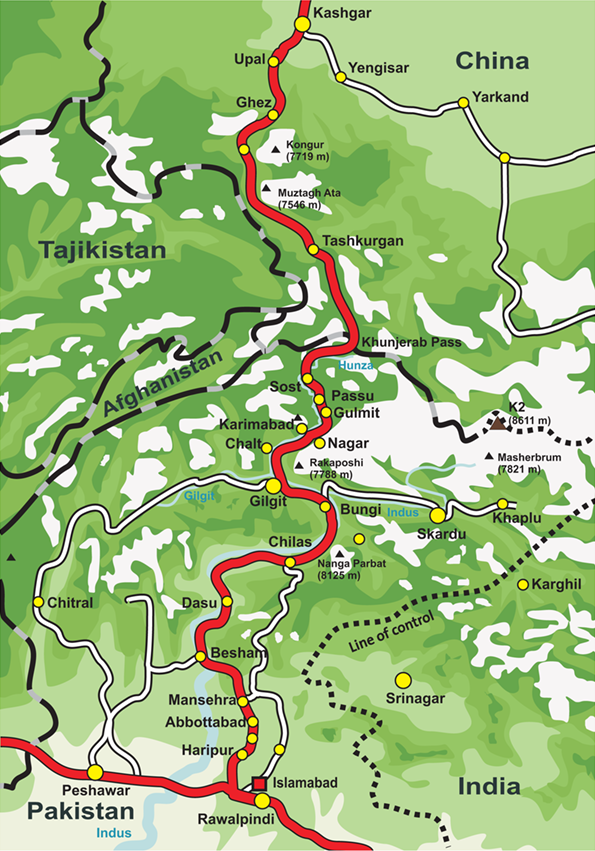
카라코람 하이웨이 개념도

카라코람 하이웨이(Karakoram Highway, KKH, 우르두어: شاہراہ قراقرم, 중국어: 喀喇昆仑公路)는 국가간을 연결하는 세계에서 가장 높은 도로이다. 이 도로는 카라코람 산악 지역을 통과하여 공식 고도가 해발 4,693미터에 이르는 쿤자랍 고개(Khunjerab Pass)를 가로질러 중화인민공화국과 파키스탄을 연결한다. 쿤자랍 고개는 세계에서 가장 높은 국경이다.
옛날 실크로드로 불린 지역을 지나는 이 도로는 중화인민공화국 신장 웨이우얼 자치구의 카슈가르에서 시작하여 파키스탄의 아보타바드(Abbottabad)까지 1,200 km를 연결한다. 이 도로의 연장선은 하산 압둘(Hassan Abdal)에서 파키스탄의 수도 이슬라마바드와 연결되는 간선도로 Grand Trunk Road와 만난다.

## 관광

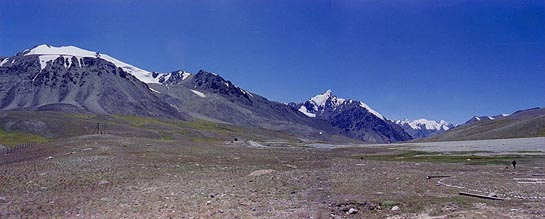
쿤자랍 고개, 중화인민공화국과 파키스탄 국경

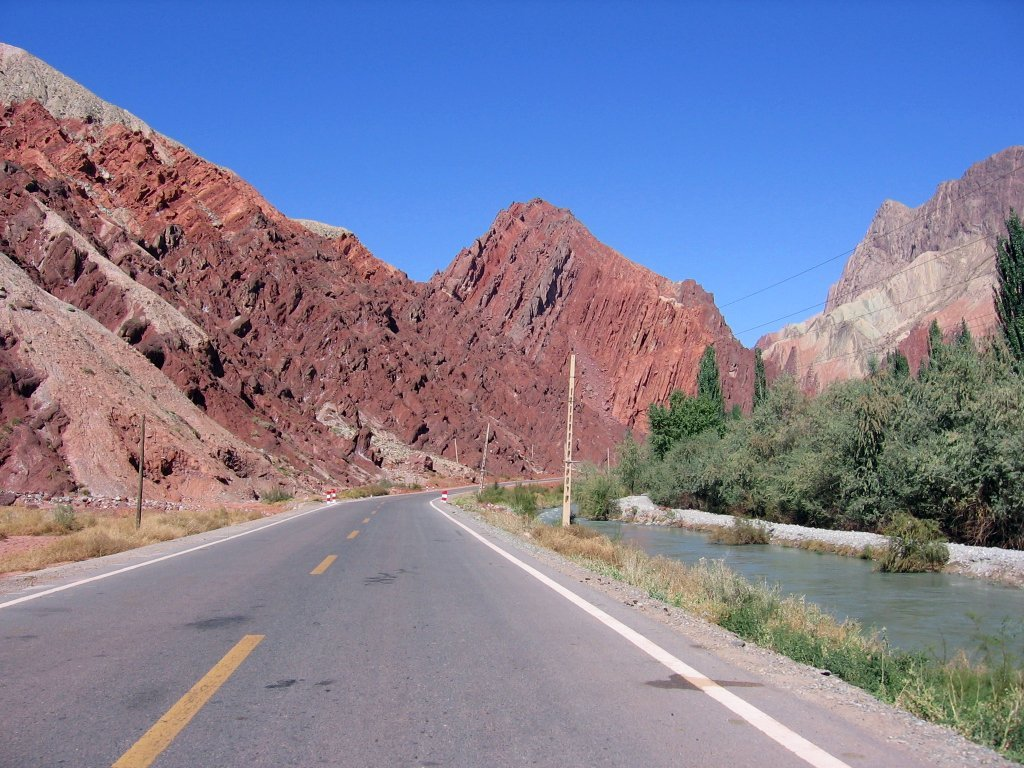
중화인민공화국측의 카라코람 하이웨이

최근 몇 년간 KKH는 모험 가득한 여행의 중심지 중의 하나가 되었다. 이 길은 등산가들에게 더욱 쉽게 이 지역에 위치한 고산 지역과 빙하, 호수등에 접근할 수 있도록 했다. KKH는 이슬라마바드에서 고산 원정을 위한 중심지인 길깃, 스카루드를 이어주는 도로이다.

### 산과 빙하
KKH는 파키스탄 길기트발티스탄 북부 지역의 거의 대부분의 봉우리와 중화인민공화국 신장 웨이우얼 자치구의 몇몇 봉우리와 연결된다.
또한 이 곳에는 세계에서 가장 큰 빙하인 발토로 빙하(Baltoro Glacier)와 같은 많은 빙하 지역도 포함한다.
파키스탄에 존재하는 5개의 8천미터 이상의 산들에 접근하는 거의 유일한 경로이기도 하다.
관련된 산들은 아래와 같다.
- K2, 파키스탄과 중화인민공화국의 국경, 세계에서 2번째로 높음, 8,611 m.
- 낭가파르밧(Nanga Parbat), 파키스탄, 세계에서 9번째로 높음, 8,125 m
- 가셔브룸(Gasherbrum), 파키스탄, 세계에서 11번째에서 17번째 높음, 8,080 m~7,932 m
  - 가셔브룸 1봉(Gasherbrum I), 파키스탄과 중화인민공화국의 국경, 세계에서 11번째로 높음, 8,080 m.
- 브로드피크(Broad Peak), 파키스탄과 중화인민공화국의 국경, 세계에서 12번째로 높음,8,047 m.
- 마셔브룸(Masherbrum) (K1), 파키스탄, 세계에서 22번째 높음, 7,821 m.
- Muztagh Ata, 중화인민공화국, 7,546 m.
- Kongur Tagh, 중화인민공화국, 7,719 m.

### 호수
KKH에서 쉽게 접근할 수 있는 호수도 여럿 있다.
- 카라쿨 호수(Karakul Lake), 중화인민공화국, 신장
- Sheosar Lake, 파키스탄, 데오사이 평원(Deosai Plains)
- Satpara Lake, 파키스탄, 스카르두
- Shangrila Lake, 파키스탄, 스카르두
- Rama Lake, 파키스탄, 아스토르(Astore)

### 데오사이 평원
데오사이 평원(Deosai Plains)은 해발 4115m에 위치하는 세계에서 2번째로 높은 평원이다. 스카루두의 남쪽과 아스토르(Astore)의 동쪽에 위치한 이 평원은 3천 평방 킬로미터나 된다. 1993년 국립공원으로 지정되었다.

## 날씨
KKH을 여행하기 가장 좋은 시기는 봄에서 이른 가을까지이다. 겨울 동안에는 폭풍을 반한 많은 눈으로 접근이 매우 힘들다. 7월과 8월의 몬순 기간에는 많은 비가 내려 낙석 등으로 몇시간 또는 그이상 길이 막기히도 한다.
중화인민공화국과 파키스탄 국경인 쿤자랍 고개(Khunjerab Pass)는 매년 5월 1일에서 10월 15일까지만 열린다. 겨울에는 눈으로 인해 도로가 연결되지 않는다.

## 같이 보기
- 아시안 하이웨이
  - 아시안 하이웨이 4호선